# Els mini ninges
Els mini ninges (originalment en francès, Mini Ninjas) és una sèrie de televisió d'animació francesa inspirada en el videojoc homònim. Consta de dues temporades de 52 episodis cadascuna, la primera de les quals es va emetre al canal francès TF1 a partir del 21 de març de 2015. S'ha doblat al català i es va estrenar al Canal Super3. També s'ha emès pel SX3.

## Argument
A la Terra sota els Núvols, més enllà de les muntanyes, hi ha una nau secreta i errant on el savi Mestre Ninja entrena una nova generació de guerrers per posar fi a l'hegemonia del senyor Ashida, el malvat senyor de la guerra que vol transformar la natura segons la seva voluntat amb l'ajuda de la seva neta, la Shoko, i un exèrcit de samurais ferotges. Es tracta dels Mini Ninges, un grup de sis orfes sense gaire experiència, però amb moltes ganes d'aprendre i amb uns poders màgics força sorprenents. El Hiro, el Futo, la Suzume, el Tora, la Kunoichi i el Shun, sempre acompanyats per la guineu Guillot, planten cara a les forces del mal amb valentia, astúcia i, gràcies al seu gran Mestre, cada dia amb una mica més de saviesa.

## Doblatge
| Personatge    | Francès           | Català              |
| ------------- | ----------------- | ------------------- |
| Hiro          |                   | Marta Moreno        |
| Suzume        |                   | Irene Miràs         |
| Futo          | Adrien Larmande   | Marcel Navarro      |
| Mestre        | Gabriel Le Doze   | Juan Antonio Bernal |
| Tora          |                   | Marc Gómez          |
| Senyor Ashida | Jean-Claude Donda | Jaume Lleal         |
| Shoko         |                   | Meritxell Sota      |
| Kitsune       |                   | Albert Vilar        |

## Llista d'episodis

### Primera temporada
| Núm. total | Núm. de la temporada | Títol                                                                                  | Data d'emissió original | Data d'emissió a Catalunya |
| ---------- | -------------------- | -------------------------------------------------------------------------------------- | ----------------------- | -------------------------- |
| 1          | 1                    | «Únics» «Unique ? Vous avez dit unique ?»                                              | 21 de març de 2015      | Sense anunciar             |
| 2          | 2                    | «La flor de Fugasashi» «La fleur de Fugusashi»                                         | 22 de març de 2015      | Sense anunciar             |
| 3          | 3                    | «Un peix anomenat Hiro» «Un poisson nommé Hiro»                                        | 28 de març de 2015      | Sense anunciar             |
| 4          | 4                    | «El Dobutsu-Sama» «Dobutsu-sama»                                                       | 29 de març de 2015      | Sense anunciar             |
| 5          | 5                    | «El pergamí» «Le parchemin»                                                            | 4 d'abril de 2015       | Sense anunciar             |
| 6          | 6                    | «El Murikabin» «Le Murikabin»                                                          | 5 d'abril de 2015       | Sense anunciar             |
| 7          | 7                    | «Bambum» «Bamboum»                                                                     | 11 d'abril de 2015      | Sense anunciar             |
| 8          | 8                    | «El Pandakuji» «Pandakuji»                                                             | 12 d'abril de 2015      | Sense anunciar             |
| 9          | 9                    | «L'armadura de Kuro Zawa» «L'armure de Kuro Zawa»                                      | 18 d'abril de 2015      | Sense anunciar             |
| 10         | 10                   | «O jugues a ser valent, o se'n riu la gent» «Jeux d'enfants»                           | 19 d'abril de 2015      | Sense anunciar             |
| 11         | 11                   | «Cal doblegar el jonc més fort» «Le roseau le plus fort»                               | 25 d'abril de 2015      | Sense anunciar             |
| 12         | 12                   | «La granota Hiro» «Hiro la grenouille»                                                 | 26 d'abril de 2015      | Sense anunciar             |
| 13         | 13                   | «L'odissea de la nau Ninja» «L'odyssée du Ninja-raft»                                  | 2 de maig de 2015       | Sense anunciar             |
| 14         | 14                   | «Ninja de laboratori» «Le Ninja de laboratoire»                                        | 3 de maig de 2015       | Sense anunciar             |
| 15         | 15                   | «L'arròs és pels ocells» «La route du riz»                                             | 9 de maig de 2015       | Sense anunciar             |
| 16         | 16                   | «Ninges contra lladres» «Les ninjas et les voleurs»                                    | 10 de maig de 2015      | Sense anunciar             |
| 17         | 17                   | «El Samurai del sol ponent» «Le samourai du soleil couchant»                           | 4 de juliol de 2015     | Sense anunciar             |
| 18         | 18                   | «La desaparició del mestre» «Le maître a disparu»                                      | 5 de juliol de 2015     | Sense anunciar             |
| 19         | 19                   | «Aturats en el temps» «Temps suspendu»                                                 | 11 de juliol de 2015    | Sense anunciar             |
| 20         | 20                   | «Buscant deseperadament el Dakko» «Recherche Dakko désespérément»                      | 12 de juliol de 2015    | Sense anunciar             |
| 21         | 21                   | «El Kitsune s'escapa» «La fugue de Kitsune»                                            | 18 de juliol de 2015    | Sense anunciar             |
| 22         | 22                   | «Desitjos al vent» «Les vœux dans le vent»                                             | 19 de juliol de 2015    | Sense anunciar             |
| 23         | 23                   | «Suzume contra Suzume» «Suzume contre Suzume»                                          | 25 de juliol de 2015    | Sense anunciar             |
| 24         | 24                   | «Mini fantasmes» «Mini fantômes»                                                       | 26 de juliol de 2015    | Sense anunciar             |
| 25         | 25                   | «Encantat com un os» «Du miel pour les ours»                                           | 1 d'agost de 2015       | Sense anunciar             |
| 26         | 26                   | «El rei Samurai» «Le démon rouge»                                                      | 2 d'agost de 2015       | Sense anunciar             |
| 27         | 27                   | «Futo o no Futo» «Des singes et un ours»                                               | 8 d'agost de 2015       | Sense anunciar             |
| 28         | 28                   | «La màscara dels emperadors» «Le masque des empereurs»                                 | 9 d'agost de 2015       | Sense anunciar             |
| 29         | 29                   | «El yin i el yang» «Yin Yang»                                                          | 15 d'agost de 2015      | Sense anunciar             |
| 30         | 30                   | «La trampa de gel» «Piège de glace»                                                    | 16 d'agost de 2015      | Sense anunciar             |
| 31         | 31                   | «El gran torneig» «Le Grand Tournoi»                                                   | 22 d'agost de 2015      | Sense anunciar             |
| 32         | 32                   | «La via del bonsai» «La voie du bonsaï»                                                | 23 d'agost de 2015      | Sense anunciar             |
| 33         | 33                   | «L'os extraviat» «La course à l'ours»                                                  | 29 d'agost de 2015      | Sense anunciar             |
| 34         | 34                   | «La trampa dels ossos» «Mauvais poil»                                                  | 30 d'agost de 2015      | Sense anunciar             |
| 35         | 35                   | «El combat dels mestres» «Le combat des maîtres»                                       | 5 de setembre de 2015   | Sense anunciar             |
| 36         | 36                   | «La Shoko i les fades» «Shoko et les esprits»                                          | 6 de setembre de 2015   | Sense anunciar             |
| 37         | 37                   | «Perduts al desert» «La traversée du désert»                                           | 12 de setembre de 2015  | Sense anunciar             |
| 38         | 38                   | «El dia del Kuji Johatsu» «Le Jouhatsu Kuji»                                           | Sense anunciar          | Sense anunciar             |
| 39         | 39                   | «El poder de les perles» «La perle maléfique»                                          | Sense anunciar          | Sense anunciar             |
| 40         | 40                   | «Dos en un» «Deux en un»                                                               | Sense anunciar          | Sense anunciar             |
| 41         | 41                   | «La flauta màgica» «La flûte enchantée»                                                | Sense anunciar          | Sense anunciar             |
| 42         | 42                   | «Un assumpte de neu» «Victoire goutte à goutte»                                        | Sense anunciar          | Sense anunciar             |
| 43         | 43                   | «Qui ha despertat el Sagami?» «Le réveil de Sagami»                                    | Sense anunciar          | Sense anunciar             |
| 44         | 44                   | «El mini mini ninja» «Mini Mini-ninja»                                                 | Sense anunciar          | Sense anunciar             |
| 45         | 45                   | «El sabre de Yamabushi» «Le Sabre de Yamabushi»                                        | Sense anunciar          | Sense anunciar             |
| 46         | 46                   | «El ginseng traïdor» «Noriko»                                                          | Sense anunciar          | Sense anunciar             |
| 47         | 47                   | «El poder del tigre» «Tigre et Ninjas»                                                 | Sense anunciar          | Sense anunciar             |
| 48         | 48                   | «Dotze ous, tres pomes i un bol d'arrós» «12 œufs 3 pommes et 1 bol de riz»            | Sense anunciar          | Sense anunciar             |
| 49         | 49                   | «Bojos pels Daifukus» «Fous de Daïfukus»                                               | Sense anunciar          | Sense anunciar             |
| 50         | 50                   | «Udols nocturns» «La nuit des hululements»                                             | Sense anunciar          | Sense anunciar             |
| 51         | 51                   | «El gigasamurai - Les formigues (1a part)» «Le Giga Samouraï - Les fourmis (partie 1)» | Sense anunciar          | Sense anunciar             |
| 52         | 52                   | «El gigasamurai - El drac (2a part)» «Le Giga Samouraï - Le dragon (partie 2)»         | Sense anunciar          | Sense anunciar             |

### Segona temporada
| Núm. total | Núm. de la temporada | Títol                                                                                            | Data d'emissió original | Data d'emissió a Catalunya |
| ---------- | -------------------- | ------------------------------------------------------------------------------------------------ | ----------------------- | -------------------------- |
| 53         | 1                    | «La lluna de la guineu» «Le Renard Lune»                                                         | Sense anunciar          | Sense anunciar             |
| 54         | 2                    | «Entre la maça i la paret» «Complètement marteau»                                                | Sense anunciar          | Sense anunciar             |
| 55         | 3                    | «El perillós Kawaii» «La menace Kawaï»                                                           | Sense anunciar          | Sense anunciar             |
| 56         | 4                    | «La còlera del Kami» «La colère du Kami»                                                         | Sense anunciar          | Sense anunciar             |
| 57         | 5                    | «El segrest del Najima» «L'enlèvement de Najima»                                                 | Sense anunciar          | Sense anunciar             |
| 58         | 6                    | «El rellotge de sorra de Jikan» «Le sablier du Jikan»                                            | Sense anunciar          | Sense anunciar             |
| 59         | 7                    | «El vol del Tengu» «Le vol de Tengu»                                                             | Sense anunciar          | Sense anunciar             |
| 60         | 8                    | «L'atac dels centpeus» «Bains de feu»                                                            | Sense anunciar          | Sense anunciar             |
| 61         | 9                    | «L'alliberament del Sanjoru» «Sanjoru s'est échappé»                                             | Sense anunciar          | Sense anunciar             |
| 62         | 10                   | «La Samurai Suzume» «Fantassin Suzume»                                                           | Sense anunciar          | Sense anunciar             |
| 63         | 11                   | «El mestre Hiro» «Maître Hiro»                                                                   | Sense anunciar          | Sense anunciar             |
| 64         | 12                   | «Un secret gravat a la roca» «Le vulnérable Maître»                                              | Sense anunciar          | Sense anunciar             |
| 65         | 13                   | «El venjador emmascarat» «Le justicier masqué»                                                   | Sense anunciar          | Sense anunciar             |
| 66         | 14                   | «El guardià» «Le gardien»                                                                        | Sense anunciar          | Sense anunciar             |
| 67         | 15                   | «De tal Buc, tal eixam» «Le fils des inventeurs»                                                 | Sense anunciar          | Sense anunciar             |
| 68         | 16                   | «El camí del ninja de veritat» «La voie du vrai Ninja»                                           | Sense anunciar          | Sense anunciar             |
| 69         | 17                   | «La Tatsu-Koori» «Tatsu-Koori»                                                                   | Sense anunciar          | Sense anunciar             |
| 70         | 18                   | «Qui és el més llest?» «Au plus malin»                                                           | Sense anunciar          | Sense anunciar             |
| 71         | 19                   | «Els esguerrafestes» «La danse du riz»                                                           | Sense anunciar          | Sense anunciar             |
| 72         | 20                   | «El Yakudoshi» «Yakudoshi»                                                                       | Sense anunciar          | Sense anunciar             |
| 73         | 21                   | «El remolí dels orígens (1a part)» «Le Bassin des Origines - Partie 1»                           | Sense anunciar          | Sense anunciar             |
| 74         | 22                   | «El remolí dels orígens (2a part)» «Le Bassin des Origines - Partie 2: Au Coeur du Volcan»       | Sense anunciar          | Sense anunciar             |
| 75         | 23                   | «El capvespre de la Màgia Kuji» «Le crépuscule du Maître»                                        | Sense anunciar          | Sense anunciar             |
| 76         | 24                   | «El laberint de Namura» «Le Labyrinthe de Namura»                                                | Sense anunciar          | Sense anunciar             |
| 77         | 25                   | «No hi haurà demà (1a part)» «Pour que demain n'existe pas Partie 1: La Chute des Ninjas»        | Sense anunciar          | Sense anunciar             |
| 78         | 26                   | «No hi haurà demà (2a part)» «Pour que demain n'existe pas Partie 2: L'Eveil des Ninjas-Mouraïs» | Sense anunciar          | Sense anunciar             |
| 79         | 27                   | «Sobre les espatlles de gegants» «Le monde miniature»                                            | Sense anunciar          | Sense anunciar             |
| 80         | 28                   | «Líders de la guerra» «Chefs de guerre»                                                          | Sense anunciar          | Sense anunciar             |
| 81         | 29                   | «Aigües turbulentes» «En eaux troubles»                                                          | Sense anunciar          | Sense anunciar             |
| 82         | 30                   | «Les vagonetes de l'Ashida» «Les wagons d'Ashida»                                                | Sense anunciar          | Sense anunciar             |
| 83         | 31                   | «Ara em veus, ara no!» «Pas vu, pas pris»                                                        | Sense anunciar          | Sense anunciar             |
| 84         | 32                   | «Una ombra de dubte» «L'ombre d'un doute»                                                        | Sense anunciar          | Sense anunciar             |
| 85         | 33                   | «Canvi de cos» «Dans la peau de Kitsune»                                                         | Sense anunciar          | Sense anunciar             |
| 86         | 34                   | «La guineu daurada» «Le renard doré»                                                             | Sense anunciar          | Sense anunciar             |
| 87         | 35                   | «El samarità Samurai» «Grand coeur»                                                              | Sense anunciar          | Sense anunciar             |
| 88         | 36                   | «La terra on mai es pon el Sol» «Soleil éternel»                                                 | Sense anunciar          | Sense anunciar             |
| 89         | 37                   | «El mestre del camuflatge» «Le samouraï qui venait d'ailleurs»                                   | Sense anunciar          | Sense anunciar             |
| 90         | 38                   | «El meu amic Yokai» «Mon ami le Yoraï»                                                           | Sense anunciar          | Sense anunciar             |
| 91         | 39                   | «El secret de la Sakura» «Le secret de Sakura»                                                   | Sense anunciar          | Sense anunciar             |
| 92         | 40                   | «El cau de la serp» «L'antre du Jimân»                                                           | Sense anunciar          | Sense anunciar             |
| 93         | 41                   | «El Hiro de la selva» «Hiro de la jungle»                                                        | Sense anunciar          | Sense anunciar             |
| 94         | 42                   | «La força i les ales» «Un pouvoir qui donne des ailes»                                           | Sense anunciar          | Sense anunciar             |
| 95         | 43                   | «Ninges en una bombolla» «Ninjas sous cloche»                                                    | Sense anunciar          | Sense anunciar             |
| 96         | 44                   | «El somni de la Suzume» «Le rêve de Suzume»                                                      | Sense anunciar          | Sense anunciar             |
| 97         | 45                   | «La fortalesa encantada» «Le fantôme de la forteresse»                                           | Sense anunciar          | Sense anunciar             |
| 98         | 46                   | «La nova veïna» «La nouvelle voisine»                                                            | Sense anunciar          | Sense anunciar             |
| 99         | 47                   | «El rodeo del Futo» «Futo rodéo»                                                                 | Sense anunciar          | Sense anunciar             |
| 100        | 48                   | «El somni premonitori» «Prémonitions»                                                            | Sense anunciar          | Sense anunciar             |
| 101        | 49                   | «Ballar sobre el tall de la navalla» «Le bal des amis»                                           | Sense anunciar          | Sense anunciar             |
| 102        | 50                   | «El nen salvatge» «L'enfant sauvage»                                                             | Sense anunciar          | Sense anunciar             |
| 103        | 51                   | «Als núvols» «Dans les nuages»                                                                   | Sense anunciar          | Sense anunciar             |
| 104        | 52                   | «Com s'arregla, això?» «Drôles de samouraïs»                                                     | Sense anunciar          | Sense anunciar             |